# Templo de Febre
Templo de Febre era um templo dedicado à deusa Febre (em latim: Febris), deusa da febre, que ficava no Vicus Longus, no monte Quirinal, cujo traçado corresponde à moderna Via Nazionale no rione Trevi de Roma. 

## História
O templo, conhecido apenas através das fontes literárias, era um dos três santuários vizinhos dedicados a divindades correlatas: Fortuna, Febre e Esperança (em latim: Spes). Segundo Valério Máximo, este era um dos três dedicados a Febre; os outros dois ficavam no Palatino (o mais importante e de origem arcaica) e no monte Vélia, ambos ao longo da Via Sacra. 